# Fascisten
Fascisten (originaltitel: Il conformista) är en politisk dramafilm från 1970 i regi av Bernardo Bertolucci, baserad på romanen Anpasslingen från 1951 av Alberto Moravia. Huvudrollerna spelas av Jean-Louis Trintignant och Stefania Sandrelli. Filmen hade världspremiär den 1 juli 1970 vid Filmfestivalen i Berlin, och släpptes i Italien och USA i oktober samma år.

## Handling
Under Benito Mussolinis regeringstid i Italien får en betrodd fascist, Marcello (Jean-Louis Trintignant), i uppdrag att mörda en känd motståndsman i Paris. Offret är Marcellos före detta lärare, som flydde från Italien när fascisterna tog makten. Marcello kombinerar uppdraget med sin bröllopsresa.

## Medverkande
| Jean-Louis Trintignant | – Marcello      |
| Stefania Sandrelli     | – Giulia        |
| Dominique Sanda        | – Anna          |
| Pierre Clémenti        | – Lino          |
| Enzo Tarascio          | – Quadri        |
| Yvonne Sanson          | – Giulias mor   |
| José Quaglio           | – Italo         |
| Milly                  | – Marcellos mor |
| Gastone Moschin        | – Manganiello   |
| Fosco Giachetti        | – översten      |